# Лингвистическая экспертиза
Лингвисти́ческая эксперти́за — исследование продуктов речевой деятельности, направленное на установление значимых фактов и получение ответов на поставленные перед экспертом вопросы.
Лингвистическая экспертиза позволяет устанавливать истинность (ложность) либо возможность (невозможность) описательных высказываний об объекте. Производство лингвистической экспертизы основывается на лингвистических теориях и разработанных в языкознании методиках исследования лингвистических объектов.  
Объектом лингвистической экспертизы являются продукты речевой деятельности: высказывания, тексты, лексемы, словесные обозначения товарных знаков и т. д.
Ввиду того, что практическая необходимость проведения лингвистической экспертизы чаще всего возникает для установления юридических фактов в ходе рассмотрения и разрешения судебных дел, в большинстве случаев понятие «лингвистическая экспертиза» тождественно понятию «судебно-лингвистическая экспертиза», а разработка методологии для судебно-лингвистической экспертизы является прерогативой лингвоэкспертологии как направления юридической лингвистики.

## Лингвистическая экспертиза как разновидность судебной экспертизы
Являясь одним из средств доказывания, лингвистическая экспертиза назначается управомоченным лицом (органом) с целью установления юридически значимых фактов.
Перед экспертом ставятся определённые задачи, которые связаны с юридическим характером деятельности. Наиболее распространёнными задачами являются:
- исследование высказывания с целью толкования его смыслового содержания;
- исследование коммерческих обозначений на предмет установления их оригинальности, а также степени смешения с противопоставленными им обозначениями (по фонетическим, семантическим и графическим признакам);
- установление доминирующего элемента в комбинированных товарных знаках, включающих словесное обозначение.

С учётом правовой цели среди лингвистических экспертиз можно выделить следующие группы:
- экспертиза спорных речевых произведений по делам о защите чести, достоинства и деловой репутации;
- экспертиза речевых произведений по обвинению в клевете;
- экспертиза речевых произведений по обвинению в оскорблении, неуважении к суду, оскорблении представителя власти;
- экспертиза речевых произведений по обвинению в экстремистской деятельности, а также по обвинению в возбуждении расовой, религиозной, национальной и социальной ненависти и вражды;
- лингвистическая экспертиза рекламных текстов;
- лингвистическая экспертиза товарных знаков.

### В российском судопроизводстве
Основания и порядок проведения лингвистической экспертизы устанавливаются процессуальными нормами права (ГПК РФ, УПК РФ, АПК РФ, КоАП РФ).
Как и все доказательства, заключение, сделанное по результатам лингвистической экспертизы, не имеет предустановленной силы и оценивается судом, следователем, органом дознания на основе своего внутреннего убеждения наряду с иными доказательствами по делу.
Объекты исследования могут быть непосредственными (эксперт анализирует «непосредственный» источник информации — зафиксированное с той или иной степенью полноты на определенном носителе информации (например, печатный текст или аудиозапись, спорное речевое произведение) или опосредованные (анализируются «косвенные» источники — показания свидетелей, судебные протоколы) 